# Libere (album)
Libere è il primo album in studio di Deborah Iurato, pubblicato il 10 novembre 2014 dalla Sony Music.

## Tracce
1. L'amore vero – 3:36 (Lorenzo Vizzini)
2. Dimmi dov'è il cielo – 3:14 (Fiorella Mannoia, Bungaro, Cesare Chiodo)
3. Libere – 3:40 (Lorenzo Vizzini)
4. Per te – 3:50 (Davide Bosio, Nicolò Fragile, Lorenzo Vizzini, Davide Canazza, Domenico Lullo)
5. Aurora – 3:50 (Federica Abbate, Cheope)
6. Giochi proibiti – 4:08 (Lorenzo Vizzini, Mario Lavezzi)
7. Sono molto buona (feat. Rocco Hunt) – 3:38 (Rocco Hunt, Emiliano Pepe)
8. Vorrei vorrei – 3:37 (Saverio Grandi, Giulia Anania)
9. Evidente – 3:45 (Diego Calvetti, Marco Ciappelli, Lapo Consortini)
10. Domani mi avrai già dimenticato – 3:29 (Federica Abbate, Cheope)

## Formazione
- Deborah Iurato – voce
- Placido Salamone – chitarra acustica, chitarra elettrica
- Davide Aru – chitarra
- Cesare Chiodo – basso
- Luca Visigalli – basso
- Nicolò Fragile – tastiera, pianoforte, programmazione
- Gabriele Semeraro – tastiera, pianoforte
- Matteo Di Francesco – batteria
- Lele Melotti – batteria

## Classifiche
| Classifica (2014) | Posizione massima |
| ----------------- | ----------------- |
| Italia            | 11                |